# Université nationale de médecine Bogomolets
L'université nationale de médecine de Bogomolets est une école de médecine fondée en 1841 à Kiev, dans l'Empire russe, par le tsar russe Nicolas Ier. L'université porte le nom du physiologiste Alexandre Bogomolets et se situe au no 34 avenue de la Victoire.

## Historique
Le 29 avril 1840 / 11 mai 1840 l'empereur russe Nicolas Ier a inauguré la fondation de la faculté de médecine de l'université Saint-Vladimir de Kiev, qui est devenue plus tard l'Université de médecine.
En 1841, les 29 premiers étudiants sont inscrits à la faculté.
Les cliniques chirurgicales et thérapeutiques sont construites à la faculté en 1855 et la maternité en 1888.
En 1917, leur nombre avait été multiplié par près de 50.
En 1920, à la suite d'une réorganisation, la Faculté de médecine de l'université de Kiev a été transformée en un institut médical distinct, l'Institut des soins de santé de Kiev, qui comprenait la Faculté de médecine de l'université Saint-Vladimir, l'Institut médical pour les femmes.
L'université d'odontologie, transformée plus tard en faculté du même nom, a été constituée en octobre 1920.
En 1946, l'institut a été nommé Alexandre Bogomolets, physiopathologiste et président de l'Académie des sciences de la RSS d'Ukraine.
En 1992, l'institut a été réorganisé en université médicale d'État Bogomolets, et en 1995, il a reçu le statut d'université médicale nationale qui est son nom actuel.

## Caractéristiques
L'université nationale de médecine de Bogomolets offre une formation médicale à plus de 10 000 étudiants, dont environ 1 300 étrangers venus de 56 pays. L'université emploie environ 1 200 enseignants dont un millier de diplômés en doctorat de médecine. Le diplôme de l'université est reconnu par les organisations les plus crédibles au monde comme l'Organisation mondiale de la santé et l'UNESCO.
L'université nationale de médecine de Bogomolets se compose de 10 facultés. L'université nationale de médecine de Bogomolets possède également un institut distinct pour l'enseignement post-universitaire.
- Faculté de médecine n ° 1
- Faculté de médecine n ° 2
- Faculté de médecine n ° 3
- Faculté de médecine n ° 4
- Faculté de médecine dentaire
- Faculté de pharmacie
- Faculté de médecine et de psychologie
- Faculté de formation des médecins pour les forces armées ukrainiennes
- Faculté d'éducation des citoyens étrangers
- Institut distinct pour l'enseignement post-universitaire

## Personnalité liées
Enseignante : Valentyna Radzymovska.